# Juan Alonso Pérez de Guzmán, el Póstumo
Juan Alonso Pérez Guzmán (c. 1396-1433), genearca de los Guzmanes de Córdoba y de los condes de Menado Alto, fue el tercer hijo de Juan Alonso Pérez de Guzmán, I conde de Niebla, y de su esposa Beatriz de Castilla, hija del rey Enrique II de Castilla y de Beatriz Ponce de León.

## Familia
Fue hijo legítimo de los primeros condes de Niebla, y nieto por parte paterna de Juan Alonso Pérez de Guzmán, II señor de Sanlúcar, y de su segunda mujer Urraca Osorio, hija de Álvar Núñez Osorio, conde de Trastámara. y por el lado materno, del rey Enrique II de Castilla y de Beatriz Ponce de León.
Se le conoce con el sobrenombre de «el Póstumo» por haber nacido después de la muerte de su padre que ocurrió, según algunos autores en 1394 o en 1396.

## Biografía
Fue durante la vida de su madre, que le tutelo y dio sus conocimientos cuando creció, ya que era señora de Niebla y entre la fortaleza y las posesiones familiares donde se crio, estas fueron disgregadas por herencia entre sus otros dos hijos que también fueron tutelados un tiempo por su madre. Sus hermanos fueron:
- Enrique de Guzmán, que se llamó igual que su abuelo materno.[5] Fue V señor de Sanlúcar y II conde de Niebla, II señor de Lepe y La Redondela;
- Alfonso Pérez de Guzmán y Castilla, V señor de Ayamonte, Lepe y La Redondela;[6]

Fue I señor de Beniájar y de la Torre de la Reina, únicas posesiones que heredó de la casa paterna gracias a la gestión de su madre de la herencia, porque aunque entró de religiosa para no volverse a casar, siguió manejando los hilos de la casa de Guzmán como matriarca.

## Matrimonio y descendencia
Contrajo matrimonio en 1411, en, Córdoba con Leonor López de Hinestrosa (m. junio de 1477), hija de Ruy Gutiérrez de Hinestrosa, señor de la villa de Teba, alcalde mayor de Toledo, y de Leonor López de Córdoba, camarera mayor de la reina Catalina de Lancáster, hija de Martín López de Córdoba, maestre de la Orden de Calatrava y de la Orden de Alcántara. De su matrimonio nacieron:
- Pedro de Guzmán (m.30 de agosto de 1479),[9] regidor de Sevilla, casado en 1457 con Isabel Ponce de León, hija ilegítima de Juan Ponce de León, conde de Arcos, y de Leonor  Núñez,[10] padres de al menos ocho hijos.[11]
- Juan de Guzmán (m. entre 1470 y 1479), sin descendencia.[1]
- Luis de  Guzmán, cuya única mención es en el codicilio otorgado por su madre en 1477.[12]
- Beatriz y Catalina de Guzmán, ambas ya fallecidas cuando su abuela, Leonor López de Córdoba, otorgó testamento en 1428.
- Leonor de Guzmán, que, según algunos autores,  fue la madre de Alfonso de Sotomayor, señor de Gahete, mientras que otros afirman que contrajo matrimonio con Andrés González de Mesa.[12]